# Оливија Борле
Оливија Борле (фр. Olivia Borlée) Воливе Сен Ламбер, 10. април 1986) је белгијска атлетичарка, првакиња, репрезентативка и освајачица медаља на олимпијским играма и светском првенству. Такмичила се у спринтерским дисциплинама, а у репрезентацији је поред појединачног такмичења била и члан штафете 4 х 100 м.
Оливија Борле потиче из спортске породице. Њен отац био је Жак Борле 1983. сребрни на Европском првенству у дворани одржаном у Будимпешти на 200 метара и учесник Олимпијских игара 1980. Њена мајка Edith Demaertlaere била је белгијска првакиња на 200 метара. Браћа близанци, Кевин и Жонатан су такође атлетичари и били су на Олимпијским играма у Пекингу и Лондону и трчали на 400 метара и штафети 4 х 400.
На Светском првенству 2007. у Осаки са белгијском штафетом 4 х 100 метара освојила је бронзану медаљу. Штафета је трчала у саставу:
Оливија Борле, Хана Маријен, Елоди Уедраого и Ким Геверт. Постигнути резултат 42,75 секунди био је нови белгијски рекорд.
Следеће године на Олимпијским играма у Пекингу у истој дисциплини освојена је сребрна медаља, поново са новим националним рекордом 42,54 сек. Овог пута штафета је трчала у измењеном саставу: Оливија Борле, Хана Маријен, Елоди Уедрого, Ким Геверт.

## Лични рекорди
на отвореном
- 100 м — 11,39 сек, 12. август 2007. Шо де Фон
- 200 м — 22,98 сек, 9. јул 2006. Брисел
- 4 х 100 м — 42,54 мин, 22. август 2008. Пекинг ЛОИ, Национални рекорд

у дворани
- 60 м — 7,43 сек, 20. јануар 2011. Гент
- 200 м — 23,82 сек, 19. фебруар 2006. Гент